# バードシャー テルグの皇帝
『バードシャー テルグの皇帝』（バードシャー テルグのこうてい、原題：Baadshah）は、2013年に公開されたインドのアクション・コメディ映画。シュリーヌ・ヴァイトラが監督、バンドラ・ガネーシュがプロデューサーを務め、彼が経営するパラメスワラ・アート・プロダクションが製作を手掛けている。N・T・ラーマ・ラオ・ジュニアが主演を務め、カージャル・アグルワール、ナヴディープが出演している。サウンドトラックはタマン・Sが作成している。撮影はジャヤナン・ヴィンセント、R・D・ラジャセカール、K・V・グハンが担当している。
2013年4月5日に公開された本作は批評家から高く評価され、興行的にも「スーパーヒット」を記録した。日本では2014年に大阪アジアン映画祭で初上映された。世界の上映スクリーン数は1550を記録した。

## あらすじ
「バードシャー」の異名を持つラーマ・ラオは、香港を拠点とするマフィアのクレイジー・ロバートに捕らえられた父ダンラージを助け出す。数日後、ミラノに向かったバードシャーはハイデラバード警察長官ジャヤクリシュナの娘で、社会活動家のジャーナキと接触するため自殺志願者を装い彼女に近づく。ジャーナキは自殺を思い留まらせようとバードシャーを説得するうち、次第に彼の魅力に惹かれていく。同じころ、ハイデラバードでは殉職したバララーム捜査官の葬儀が執り行われており、彼の部下アーディは犯人はバードシャーだと告げる。
バードシャーの父ダンラージは東南アジア一帯を支配下に置くマフィア、サードゥ・バーイの部下としてカジノを経営しており、バードシャーもマフィアの一員として競合相手のヴァイオレント・ヴィクター、ルースレス・ジョニー父子との抗争に明け暮れていた。ジョニーを殺した手柄でマカオの支配権を手に入れたバードシャーだったが、息子の復讐を企むヴィクターはサードゥと手を組み、バードシャーの台頭を恐れるサードゥは彼を殺そうとする。サードゥとヴィクターに叔父を殺されたバードシャーはヴィクターを殺し、サードゥはヴィクターの弟ロバートと手を組む。サードゥはインドで大規模な爆弾テロを計画し、情報を入手した警察庁長官ラームチャンダルはバララームを派遣して爆弾を押収させようとするが、サードゥと内通しているアーディによって彼は殺される。
サードゥの刺客を撃退したバードシャーは雇い主であるラームチャンダルと連絡を取り、彼の姪ジャーナキとアーディの結婚を阻止するため、彼女と叔父ゴーピクリシュナ一家と共にハイデラバードに帰国する。バードシャーは結婚プランナーに扮してジャヤクリシュナの信用を得てシンハ家に潜り込み、サードゥを誘い出すための計画を練る。バードシャーは厳格なジャヤクリシュナに虐げられている妹婿パドマナーバに目をつけ、「願いが叶う夢を見せる装置」を作動させて彼の活躍に見せかけてサードゥ一味を倒し、爆弾を押収する。計画を阻止されたサードゥはハイデラバードに乗り込み情報屋を殺し、アーディにバードシャーに協力している警察関係者を探るように命令する。一方、バードシャーは母とジャーナキに自分の正体がマフィアであることが露見してしまう。バードシャーはかつてサードゥの爆弾テロで犠牲になった義兄シッドゥの復讐を果たすために警察官を目指したものの、マフィアの息子であることを理由に採用を拒否され、父の告訴を取り下げることを条件にラームチャンダルの協力者になったことを告げる。
結婚式前夜のパーティの席上、アーディはパドマナーバを泥酔させてバードシャーの雇い主を聞き出そうとするが失敗し、式場で騒ぎを起こしたことでジャヤクリシュナの怒りに触れて婚約を破棄されてしまう。ラームチャンダルとパドマナーバを拉致してバードシャーの計画を知ったサードゥとロバートはハイデラバードから逃亡しようとするが、バードシャーに先回りされ逃亡を阻止されてしまう。バードシャーは襲いかかってきたサードゥたちを返り討ちにして復讐を果たし、ジャーナキと結婚式を挙げる。

## キャスト
- ラーマ・ラオ（バードシャー） - N・T・ラーマ・ラオ・ジュニア
- ジャーナキ - カージャル・アグルワール
- アーディ - ナヴディープ（英語版）
- サードゥ・バーイ - ケリー・ドルジー（英語版）
- パドマナーバ・シンハ - ブラフマーナンダム
- バララーム - コニデラ・ナゲンドラ・バーブ
- シッドゥ - シッダールト（英語版）（カメオ出演）
- ヴィクラム - ヴィクラムジート・ヴィルク（英語版）
- クレイジー・ロバート - アシーシュ・ヴィディヤルティ
- ピッラ・ジャヤクリシュナ・シンハ - ナーサル
- ラームチャンダル - サヤージ・シンデー（英語版）
- ラーマ・クリシュナ - ブラフマージー
- ダンラージ（バードシャーの父） - ムケーシュ・リシ（英語版）
- バードシャーの母 - スハーシニ・マニラトナム
- アーディの父 - ジャヤー・プラカーシュ・レッディ（英語版）
- バードシャーの叔父 - チャンドラ・モーハン
- ヴァイオレント・ヴィクター - プラディープ・ラーワト（英語版）
- パドマナーバの妻（ジャヤの妹） - スリーカー・ヴァニ（英語版）
- インキー - サミュクタ・モッヴァ
- ピンキー - リチュ・ヴァルマ（英語版）
- ダース - ヴェンネラ・キショール
- ピッラ・ゴーピクリシュナ・シンハ - タニケッラ・バラニ
- リベンジ・ナーゲーシュワラ・ラオ - M・S・ナーラーヤナ（英語版）
- ルースレス・ジョニー - アジャズ・カーン（英語版）
- ラキ・ラセル - スプリート
- ジャヤの妻 - サダ
- 「Baadshah title song」シーン登場 - ミーナクシ・ディクシット（英語版）（アイテム・ナンバー）
- 「Kathi Kanakam song」シーン登場 - ニコール・エイミー・マデル（アイテム・ナンバー）
- ボイスオーバー - マヘーシュ・バーブ
- 本人役 - スマ・カナカラ（英語版）

## 製作

### 企画
『Dookudu』完成後の2011年7月、シュリーヌ・ヴァイトラはN・T・ラーマ・ラオ・ジュニア主演、バンドラ・ガネーシュのパラメスワラ・アート・プロダクションが製作を担当する次回作の製作を発表した。ヴァイトラは2か月間の期間を置いて製作を開始することを付け加えた。この時点での映画のタイトルは「Manchi Kutumba Katha Chitram」だったが、2012年1月に正式なタイトルが「Baadshah」であることが発表された。同年2月に公開イベントが公開されることが報じられた。しかし、実際にハイデラバードのラマナイドゥ・スタジオでイベントが開催されたのは3月18日であり、ラーム・チャランとヴェンカテーシュ・ダッグバーティが出席した。

### キャスティング
製作チームには『Dookudu』に引き続きタマン・Sが参加している。ラーマ・ラオ・ジュニアは、自身の新たなキャラクターを開拓するために出演を決めた。また、彼の演じるキャラクターには複数の側面があることが報じられた。製作チームは当初サマンタの起用を検討していたが、彼女は多忙なスケジュールのため出演することはできなかった。最終的にヒロイン役にはカージャル・アグルワールが起用され、彼女とラーマ・ラオ・ジュニアは『Brindavanam』以来2度目の共演となった。悪役の一人にはナヴディープが起用され、バードシャーの兄役としてシッダールトが起用された。2013年3月にはスハーシニ・マニラトナムがバードシャーの母親役として出演することが発表された。マヘーシュ・バーブが映画の一部分でナレーションを担当することが報じられ、様々な憶測が流れた後、複数の重要シーンでボイスオーバーとして登場することが発表された。ブラフマーナンダムは警官役として起用され、彼の役は非常に特別であると発表された。アイテム・ナンバーにはミーナクシ・ディクシットとニコール・エイミー・マデルが起用された。

### 撮影
当初、撮影は2012年6月15日を予定していた。実際に主要撮影が始まったのはソウルからミラノに移動した後の7月1日からだった。撮影スケジュールはヨーロッパで行われると言われていたが、イタリアで重要シーンを撮影した後は2曲の歌唱パートといくつかの重要シーンを撮影したのみだった。ヨーロッパでの撮影を終えた後は、バンコクに移動して撮影が行われた。同地ではマフィアのバックグラウンドに関する重要シーンが撮影され、9月25日に同地での撮影が終了し、この時点で全体の60%の撮影が終了した。
バンコクでの撮影終了後はハイデラバードでコメディシーンなどの撮影が行われた。同地ではノボテルでの撮影も行われ、ラーマ・ラオ・ジュニアとリシの対話シーンが撮影された。10月第2週から同地での撮影が再開され、映画のハイライトシーンがガチボウリのアルミニウム工場に建てられた巨大なセットで撮影された。いくつかのアクションシーンを撮影した後、11月に重要シーンの撮影が行われた。12月にはラジーヴ・ガンディー国際空港で3日間撮影が行われ、同月からナブディープが撮影に参加した。その後はカチグダの寺院やハイデラバードのホテル・ダスパラで撮影が行われ、ラーマ・ラオ・ジュニアとナブディープ、ドルジーなどが参加してナーガールジュナ・サーガル・ダムで1週間かけてクライマックスシーンが撮影された。その後はアンナプルナ・スタジオでラーマ・ラオ・ジュニアの歌唱シーンが撮影された。ノボテルのパッチワークがほとんど完成していなかったため、すべての撮影が終了したのは2013年3月15日だった。

### 音楽
音楽はヴァイトラ、ラーマ・ラオ・ジュニアと仕事をした経験のあるタマンが担当し、ウダカマンダラムで話し合いが行われた。サウンドトラックは6つのトラックで構成されており、それぞれタマン、ラマジョガッヤ・サストリー、クリシュナ・チャイタニア、ヴィシュワ、バスカラバトラ・ラヴィ・クマールが手掛けている。ハイデラバードのラマナイドゥ・スタジオで発表会が行われた後、2013年3月17日にアーディティア・ミュージックから発売された。

## 公開
ハリ・ヴェンカテーシュワラ・フィルムズはグンドゥールの配給権、スリ・ニケタン・フィルムズはネルールの配給権をそれぞれ獲得した。バラス・ピクチャーズはヴィシャーカパトナムの配給権を4100万ルピーで購入した。映画のレイティングは「U/A」に指定され、2013年4月5日に公開された。チケットの販売は4月2日から開始された。アメリカ合衆国では記録的な数の劇場で上映された。

## 評価

### 興行収入
ラーマ・ラオ・ジュニアにとっては興行的に失敗した『Shakti』『Dammu』以来の主演作であり、観客からの期待が高かった。映画は公開第1週末に世界合計で3億3000ルピーの興行収入を記録する「スーパーヒット」となり、ヴァイトラ作品としては7番目のヒット作となった。海外市場では公開第1週に930万ルピーの興行収入を記録し、公開第3週の合計興行収入は4億2710万ルピーを記録した。
インドでは公開された大都市全て大きな反響を呼び、公開3日間でチケットが完売した。公開初日はシングルスクリーン、シネマコンプレックスの両方で満席となった。映画館には事前予約が殺到し、公開日早朝には完売していた。アーンドラ・プラデーシュ州では公開40日間で5億6020万ルピーの興行収入を記録し、2013年5月24日には60館で上映日数50日を記録した。7月13日には5館で上映日数100日を記録した。
アメリカでは108スクリーンで合計23万4686ドルの興行収入を記録し、それまでアメリカで公開されたラーマ・ラオ・ジュニア主演作の中で最大のヒット作となり、同時に『Seethamma Vakitlo Sirimalle Chettu』の記録を更新した。タラン・アダルシュによるとアメリカでは公開3日間で興行収入が100万ドルを記録し、公開初週末で100万ドルを記録した初めてのテルグ語映画になったという。

### 批評
ザ・タイムズ・オブ・インディアは「『バードシャー テルグの皇帝』はラーマ・ラオ・ジュニアのファンのためにあります。しかし、ファン以外の観客もコメディ要素とラーマ・ラオ・ジュニアの強力な存在感のために映画を楽しむことができます」と批評している。Idlebrainは3.25/5の星を与え、「『バードシャー テルグの皇帝』はシュリーヌ・ヴァイトラがラーマ・ラオ・ジュニアとブラフマーナンダムを効果的に活用してエンターテインメントを提供する映画です。ラーマ・ラオ・ジュニアは長いギャップの後に良い興行成績を持つ主演作を手に入れました。それは、彼のスターとしての力とヴァイトラのブランド力をさらに引き上げます」と批評している。123テルグは「『バードシャー テルグの皇帝』は夏休みには最適なエンターテイナーです。ラーマ・ラオ・ジュニア、カージャル、ブラフマーナンダム、そしてナラヤナの素晴らしい演技は楽しい後半へと繋がり、映画にとってプラスのポイントになっています。シュリーヌ・ヴァイトラの過去の企画と似ているにもかかわらず、非常に面白く観れます。今週末は『バードシャー テルグの皇帝』を観て下さい。面白さは保証付きです!」と批評している。
Oneindia Entertainmentは3.5/5の星を与え、「『バードシャー テルグの皇帝』は良いマサラ・エンターテイナーであり、主要キャストの素晴らしい演技とサウンド・プロダクションには価値があります。映画はあらゆる観客の心をつかみます。これはラーマ・ラオ・ジュニアのファンのための映画です。ヤング・タイガーの活躍を見逃すことのないように」と批評している。SuperGoodMoviesは4/5の星を与え、「ラーマ・ラオ・ジュニア、カージャル主演の『バードシャー テルグの皇帝』は今夏の成功したエンターテイナーです。全ての俳優の輝かしい演技がマッチしたエンターテインメント映画です。シュリーヌ・ヴァイトラは全てのプロジェクトで証明しました。完璧なエンターテインメントが保証されています」と批評している。

## ソフト化
2013年7月19日にバヴァニDVDカンパニーからVCD、DVD、Blu-rayが発売された。